# Петер Расмуссен (футболіст)
Петер Расмуссен (дан. Peter Rasmussen, нар. 16 травня 1967, Ольборг) — данський футболіст, що грав на позиції нападника, зокрема, за клуби «Штутгарт» та «Ольборг», а також національну збірну Данії, у складі якої — володар Кубка Конфедерацій. 

## Клубна кар'єра
У дорослому футболі дебютував 1988 року виступами за команду клубу «Ольборг» з рідного міста, в якій провів два сезони, взявши участь у 22 матчах чемпіонату.
1989 року молодого перспективного нападника запросив німецький «Штутгарт», до складу якого данець приєднався 1989 року. Відіграв за штутгартський клуб два сезони своєї ігрової кар'єри, так і не пробившись до його основного складу.
1991 року повернувся до «Ольборга». Цього разу провів у складі його команди шість сезонів. Більшість часу, проведеного у складі «Ольборга», був основним гравцем атакувальної ланки команди. У складі «Ольборга» був одним з головних бомбардирів команди, маючи середню результативність на рівні 0,37 голу за гру першості.
Завершив професійну ігрову кар'єру у клубі «Віборг», за який виступав протягом 1997—1999 років.

## Виступи за збірні
Протягом 1986–1987 років залучався до складу молодіжної збірної Данії. На молодіжному рівні зіграв у 3 офіційних матчах, забив 1 гол.
1989 року дебютував в офіційних матчах у складі національної збірної Данії. Протягом кар'єри у національній команді, яка тривала 8 років, провів у формі головної команди країни 13 матчів, забивши 2 голи.
Не був включений до заявки данців на чемпіонат Європи 1992 року, який команда неочікувано виграла. Натомість став учасником розіграшу Кубка Короля Фахда 1995 року, здобувши того року титул переможця цього турніру, який згодом трансформувався у Кубок Конфедерацій.

## Титули і досягнення
- Володар Кубка Короля Фахда (1): 1995